# San'in
Regija San'in (japanski: 山陰地方 San'in Chihō) je podregija Chūgoku regije na jugozapadu Honshua, najvećeg japanskog otoka. Sastoji se od sjevernog dijela Chūgoku regije, s pogledom na Japansko more. Ime San'in znači "sjeverna, sjenovita (yin) strana planine" i u suprotnosti je s San'yō  "južna, sunčana (yang) strana planine" regijom na jugu.
Općenito se smatra da regija uključuje prefekture Shimane i Tottori te sjevernu stranu prefekture Yamaguchija.
San'in je slabije razvijeni dio Japana, s većinom stanovništva u ruralnom području, Tottori i Shimane su najslabije naseljene prefekture u Japanu.

## Vanjske poveznice
- Japan Guide.com